# Willi Göttert
Willi Göttert (* 13. März 1911; † 25. April 2008 in Rüsselsheim) war ein evangelischer Pfarrer und Friedensaktivist. Ihm wurde zweimal das Bundesverdienstkreuz verliehen.

## Biografie
Göttert wurde im März 1911 geboren. Seiner Schulzeit schloss sich ein Studium der Theologie an. In den Kriegsjahren war Göttert Vikar und wurde als Mitglied der Bekennenden Kirche von den Nationalsozialisten verfolgt. Als Offizier, zuletzt Hauptmann, kämpfte er im Zweiten Weltkrieg an Ost- und Westfront. Er war hochdekoriert, u. a. mit dem Deutschen Kreuz in Gold, beiden Eisernen Kreuzen, der Ostmedaille, der Nahkampfspange in Silber, dem Kriegsverdienstkreuz II. und I. Klasse mit Schwertern, dem Infanterie-Sturmabzeichen, dem Verwundetenabzeichen in Silber, dem Kubanschild und den Ritterkreuzen des Ordens der Krone und des Sterns von Rumänien.
Von 1958 bis 1976 bekleidete er das Amt des Pfarrers in der Matthäus-Gemeinde der Böllensee-Siedlung in Rüsselsheim. In dieser Zeit schrieb er auch das Buch Arche 2000. 1972 gründete er den Verein Kontakt Soziale Dienste, der ehrenamtliches Engagement für Behinderte und Senioren organisiert. Nach seinem Ruhestand 1976 engagierte Göttert sich in der Friedensbewegung. Er schrieb eine Konvention, die sich mit der Frage der Friedensordnung als Rechtsordnung beschäftigte. 1979 war er Mitbegründer der „Rüsselsheimer Friedensinitiative“ (RFI). Seit 1981 organisierte Göttert an jedem 6. August auf dem Friedensplatz in Rüsselsheim eine Kundgebung zur Erinnerung an die Atombombenabwürfe auf Hiroshima und Nagasaki. Im Jahr 1982 veröffentlichte Göttert Bevor es zu spät ist: Kriegsverhütung durch übernationalen Friedenschutz und umfassende Abrüstung. Er überarbeitete 2003 seinen Friedensplan wieder und nannte ihn Friedensplan zum Schutz des Weltfriedens vor Krieg und Terror. Er starb 97-jährig.

## Ehrungen
- Bundesverdienstkreuz am Bande (16. November 1979)[2]
- Bundesverdienstkreuz 1. Klasse (13. April 1992)[2]

## Werke
- Arche 2000, 1961
- Bevor es zu spät ist: Kriegsverhütung durch übernationalen Friedenschutz und umfassende Abrüstung. Eigenverlag, 1981, ISBN 392249904X.
- So stirbt der Krieg: Friedensstrategie im Atomzeitalter. Eigenverlag, 1986, ISBN 3922499082.
- Friedensschutzplan zur Kriegsabschaffung: Friedensrecht bricht Kriegsgewalt. LIT Verlag 1997, ISBN 3825829545.

## Dokumentation
- Einer spinnt – Der Weg des Willi Göttert zwischen Krieg und Frieden, Deutschland 1987, Regie: Thomas Frickel